# Stronghold (gra planszowa)
Stronghold – strategiczna gra planszowa stworzona przez Ignacego Trzewiczka i wydana w 2009 roku przez wydawnictwo Portal. Przeznaczona dla 2,3 lub 4 graczy powyżej 12 roku życia. Czas jednej rozgrywki zajmuje około 120 minut. W 2010 roku powstał dodatek Stronghold: Undead wzbogacający grę o nowe karty, jednostki, bohaterów i rozszerzenie zasad.

## Opis gry
Gracze wcielają się w obrońców i najeźdźców. Celem tych pierwszych jest powstrzymanie agresorów przed wtargnięciem do zamku przez 7 tur. Defensor może posługiwać się jednostkami (strzelcami, żołnierzami, weteranami, bohaterami) ustawionymi na murach i basztach, działami, kotłami, pułapkami, a także wzmocnieniami bram oraz murów. Każda akcja kosztuje klepsydry (jednostki czasu), które obrońca otrzymuje od najeźdźcy wykonującego wymarsze wojsk, budującego machiny oblężnicze bądź wykonującego szkolenia, rytuały, rozkazy. Najeźdźca posługuje się trzema typami jednostek: goblinami, orkami i trollami. Warunkiem wygranej jest zdobycie większej ilości punktów chwały.

## Zawartość pudełka z grą
- plansza
- plansza chwały
- 1 znacznik wytrzymałości bramy
- 200 Jednostek Najeźdźcy (60 goblinów, 100 orków, 40 trolli)
- 16 Surowców
- 49 kart faz
- 11 kart trafień Machin
- 25 kart pudła Machin
- 5 żetonów tarana
- 11 żetonów Machin Najeźdźcy (4 balisty, 4 katapulty, 3 wieże)
- 5 żetonów Rozkazów
- 15 żetonów Szkoleń
- 10 żetonów Rytuałów
- 21 żetonów Ekwipunku
- 2 żetony wpływu ołtarza
- 24 klepsydry
- 41 Jednostek Obrońców (17 strzelców, 20 żołnierzy, 4 weteranów)
- 26 Elementów Mury (23 Kamienne i 3 Drewnianych)
- 6 kart trafienia Obrońcy
- 2 Bohaterów
- 9 znaczników Kotłów
- 6 żetonów pułapek[3]